# Alexander Gleichmann von Oven
Alexander Gleichmann von Oven (* 15. April 1879 in Hamburg; † 3. September 1969 ebenda) war ein deutscher Ruderer.

## Biografie
Bei den Olympischen Spielen 1900 wurden auf der Seine in Paris erstmals olympische Wettkämpfe im Rudern ausgetragen. Der Germania Ruder-Club aus Hamburg entsandte einen Achter, die Crew bestand aus: Gustav Goßler, Oskar Goßler, Ernst Jencquel, Edgar Katzenstein, Walther Katzenstein, Theodor Laurezzari, Waldemar Tietgens und Arthur Warncke, sowie Alexander Gleichmann von Oven als Steuermann. Die Crew erreichte das Finale, für diesen Lauf wurde der Steuermann Gleichmann von Oven durch einen jüngeren und 45 Pfund leichteren Unbekannten ausgetauscht. Der deutsche Achter beendete das Rennen als Letzter und belegte somit den vierten Rang.
Gleichmann von Oven war Inhaber des Import- und Exportunternehmens Gleichmann & Co. sowie des Merkur-Verlags.